# Darío Osorio
Darío Esteban Osorio Osorio (Hijuelas, Chile,24 de enero de 2004) es un futbolista chileno que juega de volante o extremo derecho en el F. C. Midtjylland de la Superliga de Dinamarca. Es internacional con la selección de fútbol de Chile.

## Trayectoria

### Inicios
Darío jugaba en Hijuelas. Con 7 años, fue figura en un campeonato en Mantagua, fue visto por Héctor Robles, quien lo eligió para irse a las divisiones inferiores de Santiago Wanderers, pero al cabo de unos días, decidió no ir más. El año 2015, tras unas pruebas masivas realizadas en El Melón por Universidad de Chile, además de una recomendación del exjugador azul Rubén Farfán, logró quedar en las categorías inferiores del conjunto laico.

### Universidad de Chile
A final del año 2017, participó en un spot publicitario llamado El Vuelo del Chuncho donde aparecían Leonel Sánchez, Alberto Quintano, Sergio Navarro y Carlos Campos, futbolistas históricos de la Universidad de Chile e integrantes del llamado Ballet Azul de los años 60.
Durante 2021, fue seguido por Rafael Dudamel, quien lo llevó a realizar la pretemporada con el primer equipo, en donde jugó un partido amistoso ante Deportes Recoleta, brindando dos asistencias. Fue convocado por Dudamel para el partido válido por el campeonato de Primera División ante Deportes Antofagasta, donde fue suplente en la victoria azul.
A principios del año 2022, fue convocado por Santiago Escobar a participar en un campeonato amistoso en Argentina donde se tenían que enfrentar a Colo-Colo y a Boca Juniors. Hizo su debut no-oficial el día 14 de enero en el segundo tiempo ante Colo-Colo. En el minuto 83, cuando el partido estaba en contra 2:0, logró vencer al portero Brayan Cortés, marcando así su primer gol con el club laico.
El 21 de febrero, en un enfrentamiento contra Ñublense por el campeonato de Primera División, hizo su debut oficial ingresando en el minuto 59 por Pablo Aránguiz. El día 28 de marzo durante un encuentro contra Unión Española por la Primera División, ingresó durante el segundo tiempo y en los minutos de descuento marcó su primer gol profesional oficial, después de un error del portero Miguel Pinto, finalmente el partido terminó en 2 a 0 a favor de la Universidad de Chile. Seis días después, marcaría su segundo gol ingresando en el inicio del complemento ante Universidad Católica, partido que se iba perdiendo 2:0 y que tras una combinación junto con Ronnie Fernández marcaría el descuento para el conjunto. El 21 de mayo, anotó su tercer gol en el campeonato frente a Huachipato, en el que tras asistencia de Aránguiz definió un remate cruzado.
El 2 de julio, al haber ingresado al 61 frente a Unión La Calera después de una asistencia de Ojeda probó con un remate a distancia, abriendo la cuenta y llegando a los 4 goles en el profesionalismo, el encuentro acabaría en 2:1. El 7 de agosto, ante Unión Española marcaría su quinto gol en el torneo, en el cual tras asistencia de Ronnie Fernández definió de cabeza, en encuentro acabaría en empate a uno. Seis días después volvería a anotar esta vez dentro del marco de visitante frente a Curicó Unido, marcando el 1:1 transitorio; el encuentro acabaría en 3:1 a favor de los torteros. El 22 de agosto, ante el encuentro válido por la vuelta de octavos de final de la Copa Chile 2022 ante Cobresal es donde marcaría su primer gol en esta competición, marcando el 1-0 definitivo y dando a su equipo el pase a cuartos de final.
El 22 de octubre, frente a Everton marcaría su séptimo gol en la competición tras asistencia de José Castro. El encuentro acabaría en empate a uno entre laicos y ruleteros.

### F. C. Midtjylland
El 31 de agosto de 2023, es anunciado como nuevo jugador del F. C. Midtjylland de la Superliga danesa, con un contrato por 5 temporadas hasta junio de 2028. Tras su presentación, entró en la convocatoria para el partido ante Aarhus GF por la liga danesa, ingresando a falta de 4 minutos para el término del partido, el cual terminó 1:1 y luego de tres partidos en donde solo participó en dos, pudo marcar su primer gol en la Superliga de Dinamarca ante el Lyngby BK, marcando el 1:0 del partido que terminó 2:1 a favor del FC Midtjylland.
Su primera temporada en el conjunto danés fue destacada, marcando 8 goles y dando 2 asistencias en 24 partidos, esto junto al destacado rendimiento de su equipo, el día 26 de mayo de 2024, lograron alzar el título de la Superliga de Dinamarca luego de empatar 3:3 contra Silkeborg IF, partido el cual no pudo participar Osorio debido a una lesión.  En el contexto de su notable temporada, fue nominado al Premio Golden Boy 2024, elaborado por la revista Tuttosport.

## Selección nacional

### Selecciones menores
Fue convocado por Patricio Ormazábal para la Selección chilena sub-20 para un cuadrangular amistoso disputado en La Calera. En dicho torneo, jugó varios minutos, marcando un gol de gran factura ante la Selección sub-20 de Paraguay, tras una gran combinación con Joan Cruz. El 13 de julio de 2022 jugó un partido amistoso por la Selección chilena sub-20 contra Perú, donde que marcó un doblete, gracias a eso, Chile venció a Perú 2:1. En septiembre de 2022, fue nuevamente convocado esta vez para afrontar la Costa Cálida Supercup ante su similar de Inglaterra, partido que terminó con derrota 0:3.
Tras formar parte de microciclos, en agosto de 2022 fue convocado por Eduardo Berizzo para formar parte de la sub-23 de Chile que enfrentó a su similar de Perú el 31 del mismo mes, partido que terminó con victoria de Chile por 1:0 en el Estadio Tierra de Campeones de Iquique.

#### Participaciones en Sudamericanos
| Torneo                      | Sede     | Resultado    | Partidos | Goles | Asistencias |
| --------------------------- | -------- | ------------ | -------- | ----- | ----------- |
| Sudamericano Sub-20 de 2023 | Colombia | Primera fase | 4        | 0     | 2           |

### Selección absoluta
El 1 de junio de 2022, fue convocado por Eduardo Berizzo para formar parte de la Selección chilena absoluta, con vistas a la gira por Asia de La Roja, dónde enfrentará en un partido amistoso a Corea del Sur y la Copa Kirin. El 15 de septiembre, fue nuevamente convocado por Eduardo Berizzo para enfrentar los partidos amistosos ante Marruecos y Catar.
En 2023 fue convocado de nuevo por Eduardo Berizzo para jugar en la Selección de fútbol de Chile para los partidos de clasificación de Conmebol para la Copa Mundial de Fútbol de 2026. El primer partido fue contra la Selección de fútbol de Uruguay y perdieron 3-1, donde entró de suplente. En los demás partidos disputados los resultados fueron: victoria contra Perú 2-0; derrota contra Venezuela 3-1; empate contra Paraguay. En el partido contra Ecuador dio un tiro contra el portero rival pero fue al palo y terminó el partido 1-0. En el siguiente partido de Darío Osorio jugaron contra la selección albanesa y ganaron 3-0. En el partido contra la selección francesa dio la asistencia para el segundo gol y metió el tercer gol contra el portero Mike Maignan. Actualmente se encuentra convocado para la Copa América 2024 en Estados Unidos.

#### Participaciones en Clasificatorias a Copas del Mundo
| Eliminatorias                   | Sede       | Resultado | Posición  | Partidos | Goles |
| ------------------------------- | ---------- | --------- | --------- | -------- | ----- |
| Eliminatorias Norteamérica 2026 | Sudamérica | Eliminado | 10° lugar | 11       | 0     |

#### Participaciones en Copa América
| Torneo            | Sede           | Resultado      | Partidos | Goles | Asist. |
| ----------------- | -------------- | -------------- | -------- | ----- | ------ |
| Copa América 2024 | Estados Unidos | Fase de grupos | 3        | 0     | 0      |

### Partidos internacionales
Actualizado hasta el 10 de junio de 2025.
| Partidos internacionales | Partidos internacionales | Partidos internacionales                                       | Partidos internacionales | Partidos internacionales | Partidos internacionales | Partidos internacionales | Partidos internacionales | Partidos internacionales          |
| N.º                      | Fecha                    | Estadio                                                        | Local                    | Resultado                | Visitante                | Goles                    | DT                       | Competición                       |
| ------------------------ | ------------------------ | -------------------------------------------------------------- | ------------------------ | ------------------------ | ------------------------ | ------------------------ | ------------------------ | --------------------------------- |
| 1                        | 10 de junio de 2022      | Estadio Noevir, Kōbe, Japón                                    | Chile                    | 0-2                      | Túnez                    |                          | Eduardo Berizzo          | Copa Kirin 2022                   |
| 2                        | 14 de junio de 2022      | Estadio Panasonic, Suita, Japón                                | Chile                    | 0-0 (1-3 p)              | Ghana                    |                          | Eduardo Berizzo          | Copa Kirin 2022                   |
| 3                        | 16 de noviembre de 2022  | Estadio del Ejército Polaco, Varsovia, Polonia                 | Polonia                  | 1-0                      | Chile                    |                          | Eduardo Berizzo          | Amistoso                          |
| 4                        | 8 de septiembre de 2023  | Estadio Centenario, Montevideo                                 | Uruguay                  | 3-1                      | Chile                    |                          | Eduardo Berizzo          | Clasificatorias Norteamérica 2026 |
| 5                        | 17 de octubre de 2023    | Estadio Monumental, Maturín, Venezuela                         | Venezuela                | 3-0                      | Chile                    |                          | Eduardo Berizzo          | Clasificatorias Norteamérica 2026 |
| 6                        | 21 de noviembre de 2023  | Estadio Rodrigo Paz Delgado, Quito, Ecuador                    | Ecuador                  | 1-0                      | Chile                    |                          | Nicolás Córdova          | Clasificatorias Norteamérica 2026 |
| 7                        | 22 de marzo de 2024      | Estadio Ennio Tardini, Parma, Italia                           | Albania                  | 0-3                      | Chile                    |                          | Ricardo Gareca           | Amistoso                          |
| 8                        | 26 de marzo de 2024      | Stade Vélodrome, Marsella, Francia                             | Francia                  | 3-2                      | Chile                    | Anotado                  | Ricardo Gareca           | Amistoso                          |
| 9                        | 21 de junio de 2024      | AT&T Stadium, Arlington, Estados Unidos                        | Chile                    | 0-0                      | Perú                     |                          | Ricardo Gareca           | Copa América 2024                 |
| 10                       | 25 de junio de 2024      | MetLife Stadium, East Rutherford, Estados Unidos               | Argentina                | 1-0                      | Chile                    |                          | Ricardo Gareca           | Copa América 2024                 |
| 11                       | 29 de junio de 2024      | Inter&Co Stadium, Orlando, Estados Unidos                      | Canadá                   | 0-0                      | Chile                    |                          | Ricardo Gareca           | Copa América 2024                 |
| 12                       | 5 de septiembre de 2024  | Estadio Monumental, Buenos Aires, Argentina                    | Argentina                | 3-0                      | Chile                    |                          | Ricardo Gareca           | Clasificatorias Norteamérica 2026 |
| 13                       | 10 de septiembre de 2024 | Estadio Nacional, Santiago, Chile                              | Chile                    | 1-2                      | Bolivia                  |                          | Ricardo Gareca           | Clasificatorias Norteamérica 2026 |
| 14                       | 10 de octubre de 2024    | Estadio Nacional, Santiago, Chile                              | Chile                    | 1-2                      | Brasil                   |                          | Ricardo Gareca           | Clasificatorias Norteamérica 2026 |
| 15                       | 15 de octubre de 2024    | Estadio Metropolitano Roberto Meléndez, Barranquilla, Colombia | Colombia                 | 4-0                      | Chile                    |                          | Ricardo Gareca           | Clasificatorias Norteamérica 2026 |
| 16                       | 20 de marzo de 2025      | Estadio Defensores del Chaco, Asunción, Paraguay               | Paraguay                 | 1-0                      | Chile                    |                          | Ricardo Gareca           | Clasificatorias Norteamérica 2026 |
| 17                       | 25 de marzo de 2025      | Estadio Nacional, Santiago, Chile                              | Chile                    | 0-0                      | Ecuador                  |                          | Ricardo Gareca           | Clasificatorias Norteamérica 2026 |
| 18                       | 5 de junio de 2025       | Estadio Nacional, Santiago, Chile                              | Chile                    | 0-1                      | Argentina                |                          | Ricardo Gareca           | Clasificatorias Norteamérica 2026 |
| 19                       | 10 de junio de 2025      | Estadio Municipal de El Alto, El Alto, Bolivia                 | Bolivia                  | 2-0                      | Chile                    |                          | Ricardo Gareca           | Clasificatorias Norteamérica 2026 |
| Total                    | Total                    | Total                                                          | Presencias               | 19                       | Goles                    | 1                        |                          |                                   |

| Selección chilena | Selección chilena | Selección chilena | Selección chilena |
| Año               | Partidos          | Goles             | Asistencias       |
| ----------------- | ----------------- | ----------------- | ----------------- |
| 2022              | 3                 | 0                 | 0                 |
| 2023              | 3                 | 0                 | 0                 |
| 2024              | 9                 | 1                 | 0                 |
| 2025              | 4                 | 0                 | 0                 |
| Total             | 19                | 1                 | 0                 |

#### Goles internacionales
Actualizado hasta el 26 de marzo de 2024.
| Goles por la Selección de fútbol de Chile | Goles por la Selección de fútbol de Chile | Goles por la Selección de fútbol de Chile | Goles por la Selección de fútbol de Chile | Goles por la Selección de fútbol de Chile | Goles por la Selección de fútbol de Chile | Goles por la Selección de fútbol de Chile | Goles por la Selección de fútbol de Chile |
| #                                         | Fecha                                     | Lugar                                     | Rival                                     | Gol                                       | Resultado                                 | Competición                               |                                           |
| ----------------------------------------- | ----------------------------------------- | ----------------------------------------- | ----------------------------------------- | ----------------------------------------- | ----------------------------------------- | ----------------------------------------- | ----------------------------------------- |
| 1.                                        | 26 de marzo de 2024                       | Stade Vélodrome, Marsella, Francia        | Francia                                   | 3 – 2                                     | 3 – 2                                     | Amistoso                                  |                                           |

## Estadísticas

### Clubes
| Club                         | Div           | Temporada     | Liga  | Liga  | Liga | Copas nacionales | Copas nacionales | Copas nacionales | Torneos internacionales | Torneos internacionales | Torneos internacionales | Total | Total | Total |
| Club                         | Div           | Temporada     | Part. | Goles | Asis | Part.            | Goles            | Asis             | Part.                   | Goles                   | Asis                    | Part. | Goles | Asis  |
| ---------------------------- | ------------- | ------------- | ----- | ----- | ---- | ---------------- | ---------------- | ---------------- | ----------------------- | ----------------------- | ----------------------- | ----- | ----- | ----- |
| Universidad de Chile · Chile | 1.ª           | 2022          | 27    | 7     | 0    | 6                | 1                | 0                | —                       | —                       | —                       | 33    | 8     | 0     |
| Universidad de Chile · Chile | 1.ª           | 2023          | 17    | 3     | 1    | 1                | 0                | 0                | —                       | —                       | —                       | 18    | 3     | 1     |
| Universidad de Chile · Chile | Total club    | Total club    | 44    | 10    | 1    | 7                | 1                | 0                | 0                       | 0                       | 0                       | 51    | 11    | 1     |
| FC Midtjylland Dinamarca     | 1.ª           | 2023-24       | 23    | 8     | 2    | 1                | 0                | 0                | —                       | —                       | —                       | 24    | 8     | 2     |
| FC Midtjylland Dinamarca     | 1.ª           | 2024-25       | 24    | 3     | 2    | 1                | 0                | 0                | 14                      | 4                       | 1                       | 39    | 7     | 3     |
| FC Midtjylland Dinamarca     | 1.ª           | 2025-26       | 5     | 1     | 1    | 0                | 0                | 0                | 4                       | 1                       | 1                       | 9     | 2     | 2     |
| FC Midtjylland Dinamarca     | Total club    | Total club    | 52    | 12    | 5    | 2                | 0                | 0                | 18                      | 5                       | 2                       | 72    | 17    | 7     |
| Total carrera                | Total carrera | Total carrera | 96    | 22    | 6    | 9                | 1                | 0                | 18                      | 5                       | 2                       | 123   | 28    | 8     |
| 1. 2. 3.                     |               |               |       |       |      |                  |                  |                  |                         |                         |                         |       |       |       |

### Selecciones
| Selección      | Temporada     | Amistosos | Amistosos | Sudamérica | Sudamérica | Mundial | Mundial | Total | Total |
| Selección      | Temporada     | Part.     | Goles     | Part.      | Goles      | Part.   | Goles   | Part. | Goles |
| -------------- | ------------- | --------- | --------- | ---------- | ---------- | ------- | ------- | ----- | ----- |
| Sub-20 · Chile | 2022          | 3         | 2         | —          | —          | —       | —       | 3     | 2     |
| Sub-20 · Chile | 2023          | —         | —         | 4          | 0          | —       | —       | 4     | 0     |
| Sub-20 · Chile | Total         | 3         | 2         | 4          | 0          | 0       | 0       | 7     | 2     |
| Sub-23 · Chile | 2022          | 1         | 0         | —          | —          | —       | —       | 1     | 0     |
| Sub-23 · Chile | Total         | 1         | 0         | 0          | 0          | 0       | 0       | 1     | 0     |
| Adulta · Chile | 2022          | 3         | 0         | —          | —          | —       | —       | 3     | 0     |
| Adulta · Chile | 2023          | 0         | 0         | 3          | 0          | —       | —       | 3     | 0     |
| Adulta · Chile | 2024          | 2         | 1         | 6          | 0          | —       | —       | 8     | 1     |
| Adulta · Chile | Total         | 5         | 0         | 6          | 0          | 0       | 0       | 14    | 1     |
| Total carrera  | Total carrera | 8         | 2         | 9          | 0          | 0       | 0       | 22    | 3     |
| 1.             |               |           |           |            |            |         |         |       |       |

### Resumen estadístico
| Competición                  | Partidos | Goles | Asistencias |
| ---------------------------- | -------- | ----- | ----------- |
| Superliga de Dinamarca       | 52       | 12    | 5           |
| Primera División de Chile    | 44       | 10    | 1           |
| Copa Chile                   | 7        | 1     | 0           |
| Copa de Dinamarca            | 2        | 0     | 0           |
| Liga de Campeones de la UEFA | 6        | 1     | 1           |
| Liga Europa de la UEFA       | 12       | 4     | 1           |
| Selección Sub-20             | 7        | 2     | 2           |
| Selección Sub-23             | 5        | 0     | 2           |
| Selección adulta             | 19       | 1     | 0           |
| Total                        | 154      | 31    | 12          |

## Palmarés

### Títulos nacionales
| Título                 | Club           | País      | Año     |
| ---------------------- | -------------- | --------- | ------- |
| Superliga de Dinamarca | FC Midtjylland | Dinamarca | 2023-24 |

### Distinciones individuales
| Distinción                                            | Año  |
| ----------------------------------------------------- | ---- |
| Mejor gol del mes de octubre en FC Midtjylland        | 2023 |
| Mejor gol de la fecha 17 de la Superliga de Dinamarca | 2023 |